# Luge aux Jeux olympiques de 2014 - Double

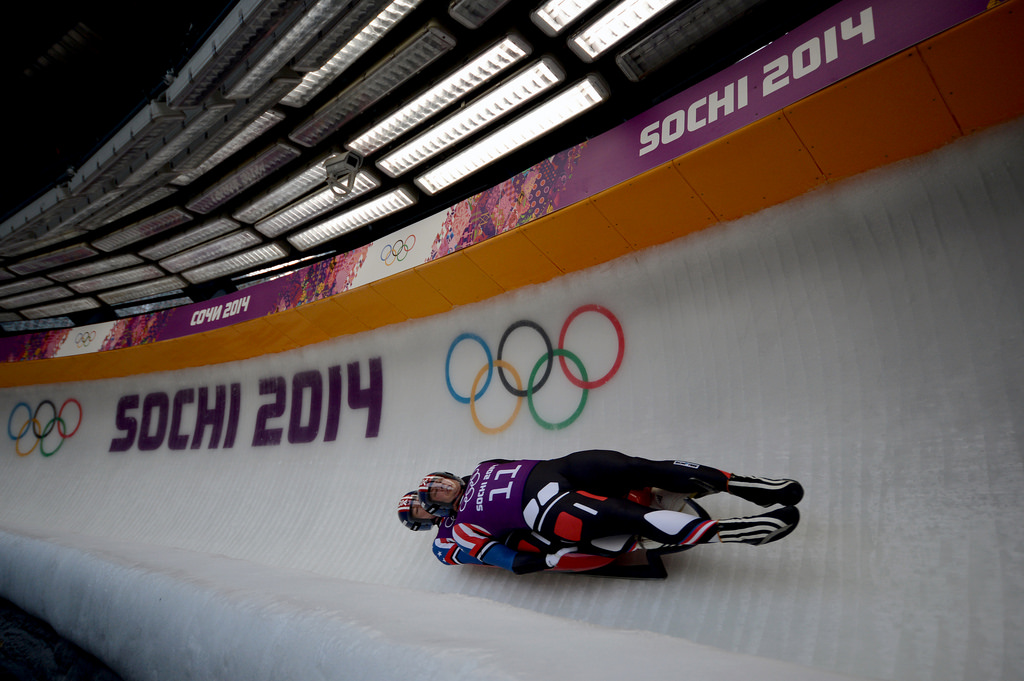
Le duo américain : Mortensen et Griffall

Navigation
Vancouver 2010 PyeongChang 2018
L'épreuve de luge en double des Jeux olympiques d'hiver de 2014 a lieu le 12 février 2014.

## Médaillés
| Or                                 | Argent                                  | Bronze                          |
| Allemagne Tobias Arlt Tobias Wendl | Autriche Andreas Linger Wolfgang Linger | Lettonie Andris Šics Juris Šics |

## Résultats
| Rang                                | Dossard | Athlète                               | Nationalité        | Manche 1 | Rang | Manche 2 | Rang | Total          | Retard   |
| ----------------------------------- | ------- | ------------------------------------- | ------------------ | -------- | ---- | -------- | ---- | -------------- | -------- |
| Médaille d'or, Jeux olympiques      | 4       | Tobias Wendl Tobias Arlt              | Allemagne          | 49 s 373 | 1    | 49 s 560 | 1    | 1 min 38 s 933 | -        |
| Médaille d'argent, Jeux olympiques  | 2       | Andreas Linger Wolfgang Linger        | Autriche           | 49 s 685 | 2    | 49 s 770 | 2    | 1 min 39 s 455 | +0 s 522 |
| Médaille de bronze, Jeux olympiques | 9       | Andris Šics Juris Šics                | Lettonie           | 49 s 880 | 5    | 49 s 910 | 3    | 1 min 39 s 790 | +0 s 857 |
| 4                                   | 1       | Tristan Walker Justin Snith           | Canada             | 49 s 857 | 4    | 49 s 983 | 6    | 1 min 39 s 840 | +0 s 907 |
| 5                                   | 12      | Alexandr Denisyev Vladislav Antonov   | Russie             | 49 s 936 | 6    | 50 s 013 | 7    | 1 min 39 s 949 | +1 s 016 |
| 6                                   | 10      | Christian Oberstolz Patrick Gruber    | Italie             | 49 s 976 | 7    | 50 s 043 | 8    | 1 min 40 s 019 | +1 s 086 |
| 7                                   | 7       | Ludwig Rieder Patrick Rastner         | Italie             | 50 s 064 | 8    | 49 s 975 | 5    | 1 min 40 s 039 | +1 s 106 |
| 8                                   | 8       | Toni Eggert Sascha Benecken           | Allemagne          | 50 s 274 | 10   | 49 s 944 | 4    | 1 min 40 s 218 | +1 s 285 |
| 9                                   | 3       | Vladislav Yuzhakov Vladimir Makhnutin | Russie             | 50 s 068 | 9    | 50 s 269 | 10   | 1 min 40 s 337 | +1 s 404 |
| 10                                  | 18      | Oskars Gudramovičs Pēteris Kalniņš    | Lettonie           | 50 s 388 | 12   | 50 s 074 | 9    | 1 min 40 s 462 | +1 s 529 |
| 11                                  | 6       | Christian Niccum Jayson Terdiman      | États-Unis         | 50 s 354 | 11   | 50 s 591 | 13   | 1 min 40 s 945 | +2 s 012 |
| 12                                  | 13      | Marián Zemaník Jozef Petrulák         | Slovaquie          | 50 s 548 | 13   | 50 s 409 | 12   | 1 min 40 s 957 | +2 s 024 |
| 13                                  | 5       | Lukáš Brož Antonín Brož               | République tchèque | 50 s 665 | 15   | 50 s 387 | 11   | 1 min 41 s 052 | +2 s 119 |
| 14                                  | 16      | Matthew Mortensen Preston Griffall    | États-Unis         | 50 s 637 | 14   | 51 s 066 | 14   | 1 min 41 s 703 | +2 s 770 |
| 15                                  | 14      | Patryk Poreba Karol Mikrut            | Pologne            | 51 s 010 | 17   | 51 s 170 | 15   | 1 min 42 s 180 | +3 s 247 |
| 16                                  | 15      | Marek Solčanský Karol Stuchlák        | Slovaquie          | 50 s 904 | 16   | 51 s 481 | 18   | 1 min 42 s 385 | +3 s 452 |
| 17                                  | 19      | Oleksandr Obolonchyk Roman Zakharkiv  | Ukraine            | 51 s 795 | 19   | 51 s 233 | 16   | 1 min 43 s 028 | +4 s 095 |
| 18                                  | 17      | Park Jin-Yong Cho Jung-Ming           | Corée du Sud       | 51 s 643 | 18   | 51 s 475 | 17   | 1 min 43 s 118 | +4 s 185 |
| 19                                  | 11      | Peter Penz Georg Fischler             | Autriche           | 49 s 793 | 3    | 54 s 252 | 19   | 1 min 44 s 045 | +5 s 112 |